# 두산 대우트럼프월드
두산 대우트럼프월드는 대한민국 대구광역시 수성구 두산동에 위치한 초고층 아파트다.

## 갤러리

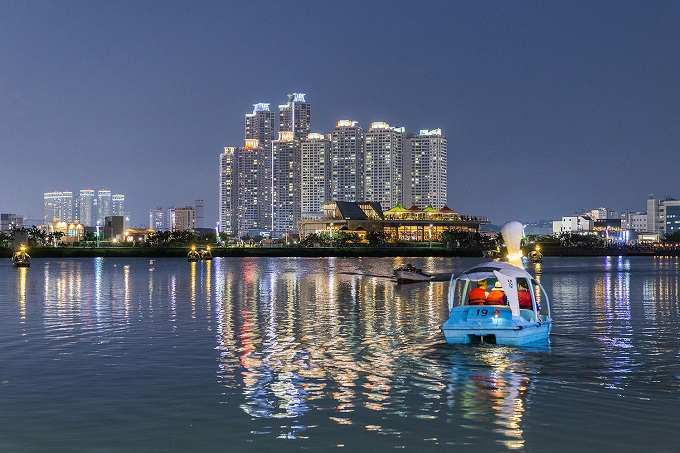

## 초등학교 통학구역
- 대구들안길초등학교

## 같이 보기
- 대구광역시의 마천루 목록